# Храм Вофо
Храм Вофо (кит. упр. 卧佛寺, пиньинь Wòfó Sì, палл. Вофо сы) — буддийский храм около ботанического сада в 20 км от центра Пекина, КНР. Храм известен под названием «Лежащий Будда» из-за большой статуи лежащего Будды, созданной в 1321 году.

## История
Храм построен в VII веке и назван Долу. На протяжении веков храм разрушался и отстраивался заново, его имя менялось. Нынешний комплекс возведён в 1734 году. Первый лежащий Будда был вырезан из песчаника. В 1321 году при Юань Будда из песчаника был заменён бронзовой статуей длиной 5,2 м и весом 2.5 тонны.

## Планировка
Лежит на оси Север-Юг, ворота и за воротами три зала. Небольшие залы по обеим сторонам дороги являются кельями монахов и гостевыми домиками. Сначала идёт зал Небесных Царей, за ним зал Будд Трёх миров, далее зал Лежащего Будды.